# Laphria transatlantica
Laphria transatlantica är en tvåvingeart som beskrevs av Ignaz Rudolph Schiner 1868. Laphria transatlantica ingår i släktet Laphria och familjen rovflugor. Inga underarter finns listade i Catalogue of Life.